# Killington (Cumbria)
Pour les articles homonymes, voir Killington.
Killington est un village et une paroisse civile du district de South Lakeland, Cumbria en Angleterre. La population s'élève à 261 habitants en 2011 (incluant les habitants de Firbank). La localité donne son nom au cours d'eau local, la Killington Beck (en).